# 東免田站
東免田站（日语：／ Higashi-menda eki */?）位於熊本縣球磨郡朝霧町免田，是球磨川鐵道湯前線的車站。

## 車站構造
岸式1面1線可供4節車廂停靠的車站。設有候車室，並在鄰近的自行車停車場設有公共電話。站前廣場有廁所。月台上的屋頂為黃色傘型。

## 車站周邊
民房散落於週邊，附近有村落。國道219號沿著的全家便利商店前有產交巴士築地公車站。
- 朝霧町學校飲食供給中心- 站前。
- 築地五輪塔群 - 約200公尺。
- 國道219號 - 約400公尺。本站西側道路東南方向。

## 歷史
- 1963年4月5日 - 設立。
- 1987年4月1日 - 國鐵分割民營化後成為九州旅客鐵道（JR九州）轄下的車站。
- 1989年10月1日 - 湯前線交由球磨川鐵道營運。

## 相鄰車站
球磨川鐵道
湯前線
朝霧－東免田－公立醫院前

## 外部連結
- 球磨川鐵道各站資訊 （页面存档备份，存于）（日語）